# Scuola dogmatica
La Scuola dogmatica («Dogmatici», in greco: Δογματικοί) era una scuola di medicina dell'antica Grecia e Roma. Erano la più antica delle scuole mediche dell'antichità. Il loro nome deriva da dogma, un principio o un'opinione filosofica, perché professavano di seguire le opinioni di Ippocrate, per cui venivano talvolta chiamati Ippocratici. I fondatori della scuola, attorno al 400 a.C., furono Tessalo e Polibo, rispettivamente figlio e genero di Ippocrate; essa godette di grande fama ed esercitò un'influenza incontrastata su tutta la professione medica, fino all'affermarsi della Scuola empirica. Dopo l'ascesa della Scuola empirica, per alcuni secoli, ogni medico si è considerato sotto l'una o l'altra parte. I più illustri di questa scuola furono Diocle di Caristo, Prassagora di Cos e Plistonico. Le dottrine di questa scuola sono descritte da Aulo Cornelio Celso nell'introduzione al suo De medicina.

## Dottrine

Il De medicina di Aulo Cornelio Celso, che descrive le dottrine della scuola

La Scuola dogmatica riteneva che fosse necessario conoscere le cause nascoste delle malattie, come pure le cause più evidenti, e sapere come si svolgono le azioni naturali e le diverse funzioni del corpo umano, il che presuppone necessariamente la conoscenza delle parti interne.
Hanno dato il nome di «cause nascoste» a quelle cose che riguardano gli elementi o i principi di cui è composto il nostro corpo e l'occasione della buona o della cattiva salute. È impossibile, dicevano, sapere come curare una malattia se non si conosce la sua origine; non c'è dubbio, infatti, che bisogna curarla in un modo, se le malattie in generale procedono dall'eccesso o dalla carenza di uno dei quattro elementi, come supponevano alcuni filosofi; in un altro modo, se tutta la malattia risiede negli umori del corpo, come pensava Erofilo; in un altro ancora, se è da attribuire alla respirazione, secondo l'idea di Ippocrate (forse alludendo al De Flatibus, generalmente considerato spurio); se il sangue si infiamma passando dalle vene destinate a contenerlo ai vasi che dovrebbero contenere solo aria, e se questa infiammazione produce lo straordinario movimento del sangue che si nota nella febbre, secondo l'opinione di Erasistrato; e in un altro caso, se è per mezzo di corpuscoli che si fermano nei passaggi invisibili e ostruiscono la strada, come afferma Asclepiade. Se questo viene concesso, deve necessariamente risultare che, tra tutti i medici, riuscirà meglio nella cura delle malattie colui che ne comprende meglio la prima origine e la causa.
La Scuola dogmatica non negava la necessità degli esperimenti, ma affermava che questi non potevano essere fatti, e non erano mai stati fatti, se non con il ragionamento. Aggiungevano che è probabile che le prime persone che si applicavano alla medicina non raccomandassero ai loro pazienti la prima cosa che veniva loro in mente, ma che ci riflettessero sopra, e che l'esperimento e l'uso facessero poi capire se avevano ragionato bene o male. Poco importava, dicevano, che si dichiarasse che il maggior numero di rimedi era stato oggetto di esperimenti fin dal primo momento, purché si confessasse che questi esperimenti erano il risultato del ragionamento di coloro che avevano provato i rimedi. E poi che spesso si assiste all'insorgere di nuovi tipi di malattie, per le quali né l'esperimento né la consuetudine hanno ancora trovato una cura; e che quindi è necessario osservare da dove provengono e come sono nate, perché altrimenti nessuno può dire perché, in una simile emergenza, si debba ricorrere a un rimedio piuttosto che a un altro. Queste sono le ragioni per cui un medico dovrebbe cercare di scoprire le cause nascoste delle malattie.
Per quanto riguarda le cause evidenti, che sono quelle che possono essere facilmente scoperte da chiunque, e per le quali basta sapere se la malattia deriva dal caldo o dal freddo, dall'aver mangiato troppo o troppo poco, eccetera, dicevano che bisognava informarsi su tutto questo, fare le riflessioni opportune; ma non pensavano che ci si dovesse fermare lì senza andare oltre.
Inoltre, per quanto riguarda le azioni naturali, dicevano che era necessario sapere perché e in che modo riceviamo l'aria nei polmoni e perché poi la espiriamo; perché il cibo viene portato nel corpo, come viene preparato e poi distribuito in ogni sua parte; perché le arterie sono soggette a pulsazioni; qual è la causa del sonno, della veglia, ecc.; Inoltre, per quanto riguarda le azioni naturali, dicevano che era necessario sapere perché e in che modo riceviamo l'aria nei polmoni e perché poi la espiriamo; perché il cibo viene portato nel corpo, come viene preparato e poi distribuito in ogni sua parte; perché le arterie sono soggette a pulsazioni; qual è la causa del sonno, della veglia, ecc.
Infine, sostenevano che, poiché i principali dolori e malattie provengono dalle parti interne, è impossibile somministrare qualsiasi rimedio se non si conoscono queste parti. Per questo ritenevano necessaria la dissezione dei cadaveri, perché non era possibile curare gli organi malati se non si conosceva la natura degli organi sani.